# Бачтаун (Илиноис)
Бачтаун (енгл. Batchtown) град је у америчкој савезној држави Илиноис.

## Демографија
По попису из 2010. године број становника је 214, што је 4 (-1,8%) становника мање него 2000. године.
| Група             | 2000.       | 2010.       |
| Белци             | 217 (99,5%) | 213 (99,5%) |
| Афроамериканци    | 0 (0,0%)    | 0 (0,0%)    |
| Азијати           | 0 (0,0%)    | 0 (0,0%)    |
| Хиспаноамериканци | 0 (0,0%)    | 1 (0,5%)    |
| Укупно            | 218         | 214         |